# Права ЛГБТ в Норвегии
Норвегия, как и другие скандинавские страны, весьма прогрессивна в отношении прав лесбиянок, геев, бисексуалов и трансгендеров (ЛГБТ). В 1981 году Норвегия стала одной из первых стран в мире, принявших антидискриминационный закон, прямо включающий сексуальную ориентацию. Однополые браки, усыновление и помощь в лечении оплодотворения для лесбийских пар являются законными с 2009 года. В 2016 году Норвегия стала четвёртой страной в Европе, принявшей закон, который разрешал совершать трансгендерный переход  исключительно на основе самоопределения.
Так же, как и другие страны Северной Европы, Норвегия часто упоминается как одна из самых дружественных ЛГБТ стран в мире, с высоким уровнем общественного признания и терпимости к ЛГБТ. Последние опросы общественного мнения показали очень высокий уровень поддержки однополых браков среди норвежской общественности.

## Законность однополых сексуальных отношений
Однополые сексуальные отношения являются законными с 1972 года. В то же время легальный возраст согласия стал равным независимо от пола и/или сексуальной ориентации — 16 лет.

## Признание однополых отношений
18 ноября 2004 года два депутата от Социалистической левой партии внесли законопроект об отмене действующего закона о зарегистрированных партнёрствах и придании закону о браке гендерно-нейтрального характера. Законопроект был отозван и заменен просьбой о дальнейшем расследовании этого вопроса кабинетом министров. Консервативный кабинет того времени не стал вдаваться в вопрос. Однако второй кабинет Столтенберга объявил об общем, едином брачном акте в рамках своего учредительного документа — заявления Soria Moria. Открытое слушание было открыто 16 мая 2007 года.
29 мая 2008 года агентство Associated Press сообщило, что две норвежские оппозиционные партии выступили за новый законопроект, заверив в его принятии в стортинге. До этого были некоторые разногласия с членами нынешней трехпартийной управляющей коалиции по поводу того, хватило ли законопроекту голосов для принятия.
14 марта 2008 года правительство Норвегии предложило законопроект о браке, который наделял бы лесбиянок и гомосексуальных пар теми же правами, что и гетеросексуалы, включая религиозные свадьбы (если церковь того пожелает), усыновление и помощь в беременности. Первое парламентское слушание состоялось 11 июня 2008 года, и законопроект был одобрен 84 голосами против 41. Новое законодательство внесло поправки в определение гражданского брака, с тем чтобы сделать его нейтральным с гендерной точки зрения. Верхняя законодательная палата Норвегии (Lagtinget) приняла законопроект 23-17 голосами. После этого король Норвегии дал королевское согласие. Закон вступил в силу 1 января 2009 года.
До принятия нейтрального с гендерной точки зрения закона о браке с 1993 года действовал зарегистрированный закон о партнерстве, который предоставлял множество брачных прав однополым парам, только не называя это браком. С 1991 года незарегистрированное однополое сожительство было признано государством через предоставление ограниченных прав, таких как рассмотрение в качестве ближайшего родственника при принятии медицинских решений, а в случае противоправной смерти одного партнера другой партнер имел право на компенсацию.
В 2014 году Национальный совет церкви Норвегии отклонил предложение о заключении однополых браков в церкви. В 2015 году он изменил курс и проголосовал за разрешение однополых браков в своих церквях. Решение было ратифицировано на ежегодной конференции 11 апреля 2016 года.

## Усыновление и планирование семьи
Согласно норвежскому законодательству, однополым парам, находящимся в гражданском и законодательном браке, разрешается усыновление. Усыновление пасынка разрешено зарегистрированным партнерам с 2002 года. Полные права на усыновление были предоставлены однополым парам в 2009 году. Кроме того, лесбийские пары имеют доступ к искусственному оплодотворению. В соответствии с законом об однополых браках, когда женщина, состоящая в браке с другой женщиной или состоящая в постоянном сожительстве, забеременеет в результате искусственного оплодотворения, другой партнер будет иметь все права и обязанности отцовства «с момента зачатия».

## Служба в армии
Лесбиянки, геи и бисексуалы могут открыто служить в вооруженных силах. У них есть полные права и защита от дискриминации с 1979 года. Трансгендеры также могут служить открыто.

## Защита от дискриминации и законы о преступлениях на почве ненависти
В 1981 году Норвегия стала первой страной в мире, принявшей закон о предотвращении дискриминации в отношении ЛГБТ путем внесения поправок в параграф 349а своего Уголовного кодекса, запрещающий дискриминацию по признаку сексуальной ориентации при предоставлении товаров или услуг и в доступе к общественным собраниям. В том же году в параграф 135а Уголовного кодекса были внесены поправки, запрещающие разжигание ненависти по признаку сексуальной ориентации. В стране запрещена дискриминация по признаку сексуальной ориентации при приеме на работу с 1998 года. В Норвегии также действует закон, запрещающий дискриминацию на основе гендерной идентичности и самовыражения с 2013 года, и это одна из немногих стран в мире, которые открыто защищают интерсекс-людей от дискриминации.
Раздел 5 Закона о запрещении дискриминации по признаку сексуальной ориентации, гендерной идентичности и гендерного самовыражения, принятый в 2013 году, гласит следующее:
«Запрещается дискриминация по признаку сексуальной ориентации, гендерной идентичности или гендерного выражения. Запрет распространяется на дискриминацию на основании фактической, предполагаемой, бывшей или будущей сексуальной ориентации, гендерной идентичности или гендерного выражения. „Дискриминация“ означает прямое и косвенное дифференцированное обращение, которое незаконно […] и связано с сексуальной ориентацией, гендерной идентичностью или гендерным самовыражением»

### Предвзятое насилие и речь
Согласно опросу 2013 года, озаглавленному «Сексуальная ориентация и условия жизни» из Университета Бергена, девять из десяти респондентов ЛГБТ сообщили, что не подвергались дискриминации или домогательствам на рабочем месте. Кроме того, лишь незначительное меньшинство заявило, что подверглись физическому насилию, а количество самоубийств среди ЛГБТ значительно снизилось с 1990-х годов. Тем не менее, мальчики-гомосексуалы  сообщали о том, что в школах случается буллинг, в шесть раз чаще, чем мальчики-гетеросексуалы.
По данным полицейского округа Осло, в 2018 году в Осло было совершено 238 преступлений на почве предубеждений, из которых 20 процентов были связаны со статусом ЛГБТ; остальные относятся к этнической принадлежности (57 %), религии (17 %), инвалидности (3 %) или антисемитизму (3 %).
Норвежский институт социальных исследований сообщил в 2019 году, что ЛГБТ больше подвержены риску разжигания ненависти. 15 % респондентов ЛГБТ сообщили, что подвергались личным угрозам, в основном в Интернете, по сравнению с 4 % среди населения в целом.
В ноябре 2020 года Стортинг внес поправки в закон страны о разжигании ненависти, чтобы защитить бисексуалов и трансгендеров. Закон защищает геев и лесбиянок от языка вражды с 1981 года.

## Права интерсекс-персон
Интерсекс-дети в Норвегии могут подвергаться медицинским вмешательствам, чтобы изменить свои половые черты. Правозащитные группы все чаще считают эти операции ненужными и, по их мнению, должны проводиться только в том случае, если заявитель дает согласие на проведение операции. Опрос, проведенный в 2019 году Университетской клиникой Осло, показал, что два из трех медицинских работников были готовы делать такие операции, и родители в целом поддержали этот шаг. В марте 2019 года Норвежское управление по делам детей, молодежи и семьи опубликовало два отчета, порекомендовав отложить такие медицинские вмешательства на интерсексуальных детях до тех пор, пока они не смогут дать согласие.

## Конверсионная терапия
В 2000 году Норвежская психиатрическая ассоциация подавляющим большинством голосов проголосовала за позицию о том, что «гомосексуальность не является расстройством или болезнью и поэтому не может подвергаться лечению. „Лечение“ с единственной целью изменения сексуальной ориентации с гомосексуальной на гетеросексуальную должно рассматриваться как этическая халатность и не должно иметь места в системе здравоохранения».
По состоянию на декабрь 2019 года Стортинг рассматривает вопрос о запрете конверсионной терапии.

## Здоровье и донорство крови
В Норвегии, как и во многих других странах, мужчинам, которые занимаются сексом с мужчинами, ранее не разрешали сдавать кровь. В июне 2016 года Норвежское управление по здравоохранению и социальным вопросам объявило, что прекратит действие этого запрета и вместо этого введет 12-месячный срок отсрочки, в соответствии с которым заявителям-гомосексуалистам будет разрешено делать пожертвования при условии, что они не занимались сексом в течение года. Новый 1-летний срок отсрочки был введен 1 июня 2017 года.
В октябре 2016 года министр здравоохранения и медицинского обслуживания Бент Хёйе объявил, что препарат для профилактики ВИЧ, PrEP, будет предлагаться без обвинения в рамках норвежской системы здравоохранения.

## Условия жизни
Норвегия очень гей-дружелюбна. Самое открытое и инклюзивное сообщество можно найти в столице, Осло, где расположено множество гей-дружественных мероприятий и мест встречи, включая Кубок Рабальдера по спорту и Фестиваль гордости Осло. Другие мероприятия включают Скандинавский горнолыжный парад, проводимый в Хемседале, Тронхейм Прайд, проводимый в Тронхейме, и Regnbuedagene в Бергене. 45 000 человек приняли участие в выпуске Oslo Pride 2019 года, а еще 250 000 человек посетили и посмотрели мероприятие, по словам организаторов. По всей стране существует несколько ЛГБТ-ассоциаций, включая Ассоциацию гендерного и сексуального разнообразия, созданную в 1950 году как первая гей-организация в Норвегии, Queer Youth, Gay & Lesbian Health NorWway, Эти группы предлагают различные телефоны доверия и консультации для ЛГБТ-молодежи, пропагандируют здоровье и профилактику ВИЧ и отстаивают законные права однополых пар и транссексуалов. На крайнем севере Норвегии ежегодно проводится Sápmi Pride, ежегодно меняя места между Финляндией, Швецией и Норвегией. В марте 2019 года Норвегия была названа четвёртым лучшим ЛГБТ-направлением путешествий в мире, заняв одинаковые места вместе с Данией, Исландией и Финляндией.
Правовая ситуация для однополых пар является одной из лучших в мире. Норвегия является второй после соседней Дании страной, которая предлагает зарегистрированное партнерство супружеским парам, имеющим многие из прав на вступление в брак. В 2009 году Норвегия стала шестой страной в мире, легализовавшей однополые браки, после Нидерландов, Бельгии, Испании, Канады и ЮАР. За последние десятилетия в законодательство, касающееся усыновления, гендерных изменений в отношении трансгендеров и борьбы с дискриминацией, были внесены поправки, предусматривающие включение и применение в отношении ЛГБТ и супружеских пар.
В 2015 году СМИ сообщили, что звучали призывы к тому, чтобы станция такси переехала из-под входа в старейший гей-пуб Осло. Несколько мусульман утверждали, что картины были сделаны входящими в паб таксистами, припаркованными на вокзале; некоторые из этих фотографий позднее получили широкое распространение в мусульманских общинах.
1 сентября 2016 года король Норвегии Харальд V выступил с напутственной речью в пользу прав ЛГБТ. К 7 сентября его речь получила почти 80 000 лайков в Facebook и просмотрела более трех миллионов раз. Часть его речи гласила:
«Норвежцы — это девочки, которые любят девочек, мальчики, которые любят мальчиков, и мальчики и девочки, которые любят друг друга».
В июле 2020 года правительство Норвегии объявило, что оно будет уделять первоочередное внимание беженцам из числа ЛГБТ наряду с уязвимыми женщинами и детьми. Правила применяются только в отношении перевода беженцев из одной страны убежища в другую для постоянного переселения.

## Общественное мнение
Пять различных опросов, проведенных Gallup Europe, Sentio, Synovate MMI, Norstat и YouGov в 2003, 2005, 2007, 2008, 2012 и 2013, показали, что 61 %, 63 %, 66 %, 58 %, 70 % и 78 % соответственно норвежского населения поддерживают гендерно-нейтральные брачные законы.
В мае 2015 года ЛГБТ-социальная сеть PlanetRomeo опубликовала свой первый индекс счастья геев (GHI). Геев из более чем 120 стран спрашивали о том, как они относятся к взглядам общества на гомосексуализм, как они испытывают пути, с которыми обращаются другие люди, и насколько они удовлетворены своей жизнью. Норвегия заняла второе место, чуть выше Дании и ниже Исландии, с показателем GHI 77.

## Сводная таблица
| Однополые сексуальные отношения                                                                 | Легальны с 1972 года                    |
| Одинаковый возраст сексуального согласия (16 лет)                                               | С 1972 года                             |
| Антидискриминационный закон в рабочих отношениях                                                | С 1998 года                             |
| Антидискриминационный закон в сфере услуг и сервиса                                             | С 1981 года                             |
| Антидискриминационные законы в иных сферах                                                      | С 1981 года                             |
| Антидискриминационные законы о гендерной идентичности                                           | С 2013 года                             |
| Однополые браки                                                                                 | Легальны с 2009 года                    |
| Признание однополых пар                                                                         | С 1993 года                             |
| Усыновление детей однополыми парами                                                             | С 2002 года                             |
| Совместное усыновление однополыми парами                                                        | С 2009 года                             |
| ЛГБТ разрешили открыто служить в армии                                                          | С 1979 года                             |
| Право на изменение юридического пола                                                            | С 2016 года                             |
| Конверсионная терапия запрещена                                                                 | Ожидается принятие законодательства     |
| Доступ к ЭКО для лесбийских пар и автоматическое родительство для обоих супругов после рождения | С 2009 года                             |
| Коммерческое суррогатное материнство для гомосексуальных мужских пар                            | Запрещено вне зависимости от ориентации |
| Гомосексуалам разрешено сдавать кровь                                                           | С 2017 года                             |